# Dead by Wednesday
I Dead by Wednesday sono un gruppo musicale thrash metal originario di New York, fondato nel 2008 dal chitarrista Marc Rizzo  e dai fratelli David e Ceschi Ramos, chitarristi originali della band.  Dopo aver pubblicato alcuni EP, l'esordio discografico ufficiale della band avvenne nel 2011, con il disco The Last Parade. 

## Storia
Dopo l'uscita quasi immediata dalla band dei fratelli fondatori, la formazione rimase pressoché invariata fino all'agosto 2018, quando la band ha presentato il nuovo chitarrista, Dave Sharpe degli End Time Illusion e dei Blood Has Been Shed. Nel 2020 dopo la partenza di Rob Roy, la band ha reclutato il cantante messicano Steve Alvarez, che da allora è stato in tour e registrato con la band. 
La band ha pubblicato diversi video musicali; il loro video di "Pawns" è stato presentato su MTV2, Havok TV, Music Choice e Sirius Satellite's Liquid Metal. Hanno anche video per "When in Rome", "Will to Fight", "Godlike Feeling" e "All the World is Waiting", che sono stati pubblicati sul sito di notizie heavy metal Metal Injection. Nel 2020 la nuova formazione della band ha pubblicato il singolo S.O.S. con il loro nuovo frontman.

## Formazione

### Attuale
- Steve Alvarez - voce (2020-presente)
- Marc Rizzo - chitarra (2018-presente)
- Michael Modeste - basso (2016-presente)
- Christian Lawrence - batteria (2008-presente)

### Ex membri
- Rob Roy - voce (2016-2017)
- Dave Sharpe - voce, chitarra (2017-2020)
- David Ramos - voce, chitarra (2008-2016)
- Julio Ramos - voce, chitarra (2008-2012)

## Discografia
- 2011 - The Last Parade
- 2014 - Death of the Rockstar
- 2016 - Darkest of Angel
- 2019 - Dead by Wednesday
- 2022 - Capital Conspiracy